# Choi Jung-won
Đây là một tên người Triều Tiên, họ là Choi.
Choi Jung-won  (tiếng Hàn: 최정원; sinh ngày 1 tháng 5 năm 1981) là nam ca sĩ và diễn viên người Hàn Quốc. Ban đầu anh nổi tiếng với vai trò là thành viên của bộ đôi Hàn Quốc UN ra mắt với đĩa đơn "Voice Mail" vào năm 2000.  Sau khi bộ đôi này tan rã vào năm 2005, anh trở nên nổi tiếng hơn với vai trò là một diễn viên.

## Tiểu sử

### Giáo dục
- Trường tiểu học Segeomjeong Seoul (서울세검정초등학교) – Đã tốt nghiệp
- Trường trung học cơ sở Cheongwoon (청운중학교) – Đã tốt nghiệp
- Trường trung học Gyeongbok (경복고등학교) – Đã tốt nghiệp
- Đại học Kyonggi (경기대학교), Khoa Đa phương tiện và Hình ảnh – Đã tốt nghiệp

## Hoạt động âm nhạc

### UN
- 2000: United N-Generation
- 2001: Traveling You
- 2002: Extreme Happiness
- 2003: (Sweet & Strong) (Kim Jung Hoon + Choi Jung Won)
- 2004: Reunion
- 2005: Seventy Five Centimeter
- 2005: 어쩌면 (싱글)
- 2006: Good Bye & Best: 유엔의 마지막 이야기

## Danh sách phim

### Phim truyền hình
| Năm  | Nhan đề                        | Kênh | Vai diễn                    | Ghi chú                                        | Ng.   |
| ---- | ------------------------------ | ---- | --------------------------- | ---------------------------------------------- | ----- |
| 2004 | Between Agasshi and Ajumma     | MBC  | Con trai thứ hai            |                                                |       |
| 2005 | Beating Heart                  | MBC  | Jung-hyun                   |                                                |       |
| 2012 | Sent From Heaven               | KBS2 | Geum Mo-rae                 |                                                |       |
| 2013 | Hoàng hậu Ki                   | MBC  | Wang Gi                     | Là hoàng tử Gangneung, sau này là Vua Gongmin. |       |
| 2014 | My Secret Hotel                | tvN  | Yoo Si-chan                 |                                                |       |
| 2014 | Healer                         | KBS2 | Lee Jun-bin                 | Xuất hiện đặc biệt                             |       |
| 2015 | The Family is Coming           | SBS  | Han Sang-woo                |                                                |       |
| 2015 | A Daughter Just Like You       | MBC  | Ahn Jin-bong                |                                                |       |
| 2015 | The Time We Were Not in Love   | SBS  | Joo Ho-joon                 | Vai phụ                                        |       |
| 2016 | The Shining Eun Soo            | KBS1 | Yoon Su-hyeon               | Vai phụ                                        |       |
| 2018 | Love Alert                     | MBN  | Hwang Jae-min               | Xuất hiện đặc biệt                             | [ 6 ] |
| 2021 | Tiền bối, đừng đánh màu son đó | JTBC | Ryu Han-Seo                 | Vai phụ                                        |       |
| 2022 | Curtain Call                   | KBS2 | Người quen của Song Hyo-jin | Cameo (tập 1)                                  | [ 7 ] |

### Phim
| Năm  | Tên phim | Vai diễn     | Ghi chú   | Ng.   |
| ---- | -------- | ------------ | --------- | ----- |
| 2020 | The Name | Mo Cheol-woo | Vai chính | [ 8 ] |

## Giải thưởng và đề cử
| Năm  | Giải thưởng                                                       | Hạng mục                         | (Những) Người / Tác phẩm được đề cử | Kết quả | Ng. |
| ---- | ----------------------------------------------------------------- | -------------------------------- | ----------------------------------- | ------- | --- |
| 2003 | Giải thưởng giải trí KBS lần thứ 2 (2nd KBS Entertainment Awards) | Giải thưởng nam tân binh của năm | Music Bank                          | Đề cử   |     |